# 新開地の事件
『新開地の事件』（しんかいちのじけん）は、松本清張の短編小説。『オール讀物』1969年2月号に掲載され、1970年2月に短編集『証明』収録の一作として、文藝春秋（ポケット文春）から刊行された。
1983年にテレビドラマ化されている。

## あらすじ
東京西部の北多摩郡、農地が開発されベッドタウン化しつつある地域に、長野直治の家があった。直治は妻のヒサ・娘の富子と3人で暮らしていたが、ある時、九州から下田忠夫というゴツゴツした風貌の男が来て、間借人として直治の家に入ることになった。忠夫は菓子職人の見習いとして、文化人の多く通う中央線沿線の有名菓子屋に通った。やがて職人となった忠夫は、富子と結婚することになり、長野家の養子に入った。だが、こうした経緯の中に、すでに「犯罪の因子」は胚胎していた…。
忠夫は直治の援助もあり新宿の近くに洋菓子店を開業、店は繁盛した。1年後、直治は卒中で倒れ体が不自由になり、その2年目、直治は庭先で転倒し頭を打ったことが原因で死んだ。ヒサの身の振り方が問題となったが、土地を売って忠夫の店に同居するよう提案されるも、ヒサは頑強に拒否した。長野家に流れる、一種苛立たしい空気。
そうした状況の中、ヒサの絞殺死体が発見された。忠夫の不審な行動に着目した警察は、行方不明となった忠夫を全国に指名手配、2週間後に逮捕された忠夫は、警察の推定した通りに犯行を自供する。しかし、その供述に検事は疑問を抱いた。

## テレビドラマ
「松本清張の知られざる動機」。1983年9月6日、日本テレビ系列の「火曜サスペンス劇場」枠（21:02-22:54）にて放映。視聴率21.6％（ビデオリサーチ調べ、関東地区）。
キャスト
- 長野富子：藤真利子 （地主の一人娘）
- 長野ヒサ：吉行和子 （富子の母）
- 下田忠夫：高岡建治 （富子の結婚相手）
- 長野直治：内田朝雄 （富子の父）
- 竹中捜査係長：井川比佐志 （相模警察署捜査課）
- 田山：小松方正 （直治の友人）
- 竹中の妻：姫ゆり子
- 崎山夫人：茅島成美 （長野家の隣人）
- 井上夫人：木村夏江 （長野家の近所）
- 佃刑事：伊庭剛（相模警察署捜査課）
- 徳永：望月太郎 （富子の絵の先生）
- 武田：斉藤真
- 徳永の妻：湖条千秋
- 徳永の母：福田妙子
- 崎山：城戸卓
- 森章二
- 警察医：大木史朗
- 麻茶れい
- 久遠利三
- 薬局店主：渡辺紀行

ほか
スタッフ
- 企画：小坂敬
- 脚本：大薮郁子
- 監督：松尾昭典
- 音楽：三枝成彰
- 撮影：坂本典隆
- 美術：猪俣邦弘
- 照明：渡辺康
- 録音：川田保
- 編集：白江隆夫
- 音響効果：脇坂サウンド
- 調音：映広音響
- 現像：東洋現像所
- プロデュース：嶋村正敏(日本テレビ)、田中浩三(松竹)、林悦子(『霧』企画)
- 制作：松竹、霧プロダクション

| 日本テレビ系列 火曜サスペンス劇場 | 日本テレビ系列 火曜サスペンス劇場      | 日本テレビ系列 火曜サスペンス劇場         |
| 前番組                            | 番組名                                 | 次番組                                    |
| --------------------------------- | -------------------------------------- | ----------------------------------------- |
| 麗猫伝説 （1983.8.30）            | 松本清張の 知られざる動機 （1983.9.6） | 襲われて （原作：夏樹静子） （1983.9.13） |